# Lance Tingay
Lance Tingay (* 15. Juli 1915 in Ilford, Essex; † 10. März 1990 Wimbledon (London)) war ein britischer Sportjournalist.

## Leben
Tingay berichtete zum ersten Mal 1932 von den Wimbledon Championships. 1952 folgte er John Olliff als Tenniskorrespondent des Daily Telegraph nach und blieb dies bis zu seiner Pensionierung 1980. Bis zur Einführung der Computer-Weltranglisten in den 1970er Jahren durch die ATP und WTA waren seine jährlich veröffentlichten Ranglisten weltweit anerkannt und bildeten die Grundlage für die Erstellung von Setzlisten bei großen Turnieren.
1982 erfolgte seine Aufnahme in die International Tennis Hall of Fame. Er starb 1990 im Alter von 74 Jahren.

## Werke
- History of Lawn Tennis in Pictures. T. Stacey, London 1973.
- Tennis: A Pictorial History. Hastings House, London 1977.
- One Hundred Years of Wimbledon. Guinness World Records Ltd, London 1977.
- Royalty and Lawn Tennis. Wimbledon Lawn Tennis Museum, London 1977.
- The Guinness Book of Tennis Facts & Feats. Sterling Pub. Co, London 1983.
- The Trollope Collector: A Record of Writings by and Books About Anthony Trollope. Silverbridge Press, London 1985.